# Bouilhonnac
Bouilhonnac ist eine französische Gemeinde mit 222 Einwohnern (Stand 1. Januar 2022) im Département Aude in der Region Okzitanien. Sie gehört zum Arrondissement Carcassonne und zum Kanton La Montagne d’Alaric.

## Nachbargemeinden
Nachbargemeinden von Bouilhonnac  sind  Malves-en-Minervois im Norden, Trèbes im Osten, Villedubert im Südwesten und Villalier im Nordwesten.

## Bevölkerungsentwicklung
| Jahr      | 1962 | 1968 | 1975 | 1982 | 1990 | 1999 | 2013 |
| Einwohner | 143  | 167  | 132  | 140  | 181  | 215  | 237  |

## Sehenswürdigkeiten
- Montagne d’Alaric
- Château de Bouilhonnac (Monument historique)